# Neu-Ulm járás
Neu-Ulm járás egy járás Bajorországban. Neu-Ulm járás Günzburg, Alb-Donau, Unterallgäu, Biberach, Ulm, Illertissen, Krumbach, Neu-Ulm és Neu-Ulm járásokkal határos. Lakosainak száma 171 011 fő (2016. december 31.).

## Népesség
A járás népessége az elmúlt években az alábbi módon változott:
| Lakosok száma | 125 054 | 140 666 | 165 270 | 166 643 | 167 847 | 170 309 | 171 011 | 172 546 |
|               | 1970    | 1987    | 2012    | 2013    | 2014    | 2015    | 2016    | 2017    |